# Psydrax lepida
Psydrax lepida är en måreväxtart som beskrevs av Sally T. Reynolds och Rodney John Francis Henderson. Psydrax lepida ingår i släktet Psydrax och familjen måreväxter. Inga underarter finns listade i Catalogue of Life.